# 306
306 (CCCVI) var ett normalår som började en tisdag i den julianska kalendern.

## Händelser

### Juli
- 25 juli – Konstantin den store utropas till romersk kejsare av sina soldater.

### Oktober
- 28 oktober – Maxentius, son till före detta kejsaren Maximianus, utropas till kejsare.

### November
- November eller december – Marcellus I efterträder Marcellinus som påve.

### Okänt datum
- Flavius Valerius Severus utnämns till augustus.
- Santa Maria Maior de Lisboa byggs i Lissabon.
- Frankerna går över Rhen, men slås tillbaka av Konstantin.
- Konciliet i Elvira fastslår, att dödande med hjälp av en trollformel är en synd och djävulens verk.
- Metrophanes blir patriark av Konstantinopel.
- Kristendomen etableras i Britannien. Brittiska biskopar deltar i koncilierna i Arles (314), Nicaea (325) and Arminum (349).
- De åtta prinsarnas krig i Kina tar slut.

## Födda
- Efraim syriern, kristet helgon och psalmförfattare (född i Nisibis i Mesopotamien omkring detta år)

## Avlidna
- 25 juli – Constantius I Chlorus, romersk kejsare 293–305 (död i Eboracum (York))